# Igreja dos Terceiros de São Francisco (Chamusca)
A antiga Igreja dos Terceiros de São Francisco ou Igreja da Ordem Terceira de São Francisco é um edifício localizado na vila da Chamusca.
Foi erigida no século XVIII com o propósito de albergar a Ordem Terceira da Penitência, instituída na Chamusca em 1733. Já no século XX, em 1912, o edifício foi desafecto ao culto, sendo nele instalado o Asilo Chamusquense. Actualmente, o edifício alberga o Centro de Congressos e Alojamento de Grupos da Chamusca.
Está classificada como Imóvel de Interesse Municipal desde 1978.

## História
As obras de construção da igreja iniciaram-se em 1741, e só ficaram concluídas cerca de meio século depois, já em 1790, ano em que foi inaugurada. A demora nas obras de edificação ficou a dever-se, sobretudo, à situação económica da irmandade e a um embargo judicial, movido por José Bernardino da Silva, motivado por um litígio relacionado com serventias.
Das obras de construção do templo, sabe-se que participaram artistas locais e de toda a região, tendo a pedra vindo do Vale da Gamelinha, ali perto. A cantaria foi trazida de Pombal em carros de bois, que atravessaram o Tejo a vau. Em 1763, foi colocada a cruz de pedra na frontaria, tendo lá permanecido até 1947, quando passou a guarnecer a fachada da Igreja Matriz. O sino, que ainda hoje permanece na torre, foi instalado em 1775.
Já depois da inauguração, continuaram por quase todo o século XIX as obras de acabamentos. Em 1816, foram executadas as pinturas dos tectos em abóbada, pelos mestres pintores João da Costa Lemos e José Maria da Costa. Em 1869, as paredes foram ornamentadas com frescos (dos quais se conseguiram salvar alguns painéis), por Luís Caetano do Amaral.
Ainda no decorrer destas obras, foi executado o altar-mor, pelo entalhador António Caetano do Amaral, e foram pintadas e douradas as peças da sacristia, pelo mestre Valentino Baptista, de Santarém. Foram ainda trabalhadas as ferragens do armário e dos gavetões, por José Lopes, ferreiro de Ulme, e foi decorada a Casa do Despacho, pelo pintor João Calado, das Galveias.
Em 1898, com a extinção da Ordem Terceira da Penitência, a igreja passou para a posse da Santa Casa da Misericórdia, na qual permaneceu até 1912, ano em que foi profanada. Nesse ano, o edifício foi cedido à Comissão do Asilo Chamusquense, que aqui o instalou. As obras de adaptação do edifício às suas novas funções descaracterizaram profundamente a igreja, tendo perdido grande parte do seu cunho setecentista.
Em 1929, o edifício volta à posse da Misericórdia que, em 1946, levou a cabo obras de restauro com a intenção de restituir à frontaria a sua feição primitiva, tendo sido reaberto o nicho que havia sido entaipado. O asilo permaneceria instalado no edifício até ao final dos anos oitenta do século XX, iniciando-se então grandes obras de recuperação e de conservação.

## Arquitectura e Arte Sacra
No interior do templo existiam, para além do altar-mor, dois altares volantes e quatro capelas laterais. O tecto da nave, em abóbada, é pintado, estando representados diversos motivos decorativos. Este tecto encontrava-se entaipado, tendo sido descoberto nas últimas obras sofridas pela igreja. As paredes da nave eram ornamentadas com frescos, dos quais se conseguiram salvar alguns painéis. Actualmente, duas das imagens que pertenciam a esta igreja estão expostas na Igreja da Misericórdia: a de S. Francisco, esculpida em madeira, adquirida pela irmandade em 1773, e a de Nossa Senhora da Conceição, presentemente no nicho do altar-mor.
Na sacristia, destacava-se o tecto pintado e com motivos dourados, evidenciando-se ainda um armário embutido na parede, com as portas pintadas de dourados sobre vermelho e azul. A antiga Casa do Despacho apresentava um tecto pintado de branco, com o brasão de armas de São Francisco ao centro e ornamentação a ouro. As paredes eram guarnecidas com pinturas, incluindo medalhões, apresentando ainda portas artisticamente pintadas.
No exterior do templo, resta da primitiva igreja a galilé da fachada principal, característica da arquitectura das igrejas franciscanas, sendo formada por três arcos de volta perfeita, dos quais o mais largo é o central. A estes arcos correspondem três janelas de verga recta, à semelhança da porta principal. A cruz de pedra que anteriormente ornamentava a frontaria do templo foi colocada na fachada da Igreja Matriz, na sequência das obras de 1946.
A igreja guarda ainda da sua feição original a característica torre sineira. O sino, que ainda hoje se encontra na torre, tem a seguinte inscrição: SOV DA ORDEM TERCEIRA DA XAMUSCA ANNO DE 1775.

## A Ordem Terceira na Chamusca
A Venerável Ordem Terceira da Penitência, ordem franciscana secular, foi estabelecida na vila da Chamusca no ano de 1733. A fundação da Igreja de São Francisco teve como pretensão a de erigir uma sede para a irmandade, com as dimensões adequadas ao prestígio que esta então possuía.
Antes da instituição desta irmandade, existia já nas proximidades da vila um convento franciscano, da ordem dos frades menores – o Convento de Santo António. No entanto, a Ordem Terceira que se estabeleceu na Chamusca não era, tal como a do convento, uma ordem monástica, sendo uma irmandade secular constituída por fiéis.
Para a conclusão das obras da igreja, sabe-se que a irmandade passou por fortes dificuldades económicas, o que em parte explica a grande demora na terminação dos trabalhos. A extinção das ordens religiosas em Portugal, apesar de não afectar a irmandade, visto esta ser uma ordem secular, veio iniciar tempos de alguma hostilidade em relação a estas congregações, a que a Chamusca não foi alheia. A Ordem Terceira da Penitência acabaria por decretar a sua própria extinção na Chamusca a 25 de Setembro de 1898, tendo todos os seus bens sido transferidos para a posse da Santa Casa da Misericórdia.
Durante a sua existência, a irmandade organizava todos os anos, no dia de S. Francisco, uma das mais populares celebrações religiosas na vila. Estas festividades incluíam uma missa cantada e um sermão, mas teriam o seu ponto alto na procissão em honra de S. Francisco, na qual também participavam os frades do Convento de Santo António. Estas festas realizaram-se desde a compra, pela irmandade, da imagem de S. Francisco até alguns anos antes da sua extinção. Para além destas celebrações, a irmandade organizava ainda festejos em honra da Rainha Santa Isabel, no dia em que esta é assinalada, e uma Procissão da Penitência, num domingo de Quaresma.